# مملكة سليمان (فلم)
مملكة سليمان (بالفارسية: ملک سلیمان) هي سلسلة أفلام دينية تاريخية إيرانية  من إنتاج مجتبى فرافارده وإخراج شهريار بحراني الذي أخرج سابقا فيلم مريم المقدسة . كان من المقرر إطلاق فيلم مملكة سليمان دوليًا في نوفمبر 2010 بعد عرضه في إيران ، ولكن نظرًا لبعض الأمور الفنية ، فقد تم تأجيل إصداره العالمي. يحكي الفيلم قصة حياة النبي سليمان ملك بني إسرائيل. وهي تستند في الغالب إلى الروايات الإسلامية عن حياة سليمان النبوية المستخرجة من القرآن ولكنها تعتمد أيضًا على أوجه التشابه الموجودة في بعض النصوص اليهودية.

## القصة

### الجزء الأول
من الفيلم حياة النبي سليمان والذي يلفظ اسمه بالعبري “شلومو” ويترجم إلى “سِلمّي” الماخوذة من كلمة شالوم أي السلام.. في مدينة القدس (اورشليم) التي ولد فيها، وكان آخر ملوك وحكام بني إسرائيل قبل أن ينقسم اليهود إلى قسمين، لذا كان صاحب ثروة وسلطة ونفوذ امتد حتى جنوب اليمن، كما عرف عن النبي سليمان حكمته واحكامه العادلة، ويدحض الفيلم وبالروايات المستندة على النصوص الإسلامية وأيضا الكتب المقدسة لدى اليهود فكرة بناء هيكل سليمان في نفس المكان الذي يوجد به المسجد الأقصى حالياً.. كما يتناول الفيلم أيضاً معجزات النبي سليمان ومواقفه مع الجن والحيوانات.. حيث عرف عن النبي سليمان قدرته العجيبة في فهم لغة الطيور والحشرات والتخاطب معها ومعرفته بخبايا الأمور في العالم بفضل من الله، وهذا ما أبدع مخرج الفيلم في عرضه

### الجزء الثاني
من هذا العمل قصة النبي سليمان عليه السلام
```
مع 
بلقيس
 ملكة سبأ ويستعرض بشكل فني متقن مختلف الأحداث التي اعقبت ذلك..
```

## طاقم التمثيل
| الممثل            | الدور   |
| ----------------- | ------- |
| أمين زندكاني      | سليمان  |
| محمود باك نيت     | یازار   |
| إلهام حميدي       | ميریام  |
| حسين محجوب        | آصف     |
| عليرضا کمالي نجاد | آدونيا  |
| زهراء سعیدي       | میکال   |
| مهدي فقیه         | یوهان   |
| جواد طاهري        | آبشالوم |
| سيروس صابر        | یوآب    |
| محمد یارمطاقلو    | جن      |

## وصلات خارجية
- مقالات تستعمل روابط فنية بلا صلة مع ويكي بيانات
- موقع المشاهدين
- موقع الإلكتروني لفيلم
- موقع الاستودیو کاریزبارسه